# 2. Flieger-Division
La 2. Flieger-Division (2e division aérienne) a été l'une des principales divisions de la Luftwaffe allemande durant la Seconde Guerre mondiale.

## Création et différentes dénominations
Cette division a été formée le 1er août 1938 à Dresde  à partir de la Höhere Fliegerkommandeure 3. Le 1er novembre 1938, l'unité devient la Flieger-Division 12, mais à partir du 1er février 1939, elle est nommée comme 2. Flieger-Division. Le 11 octobre 1939, elle est renommée II. Fliegerkorps.
La division est à nouveau recrée le 12 avril 1942 à Briansk, à partir de la Nahkampfführer II. Elle est dissoute le 6 septembre 1944 et est utilisé pour former la Kommandierende General der deutschen Luftwaffe in Italien (Commandement  général de la Luftwaffe allemande en Italie).

## Commandement

Drapeau du commandant d'une division aérienne

| Début             | Fin               | Grade           | Nom                  |
| ----------------- | ----------------- | --------------- | -------------------- |
| 1er juillet 1938  | 31 janvier 1939   | General         | Wilhelm Wimmer       |
| 1er février 1939  | 11 octobre 1939   | Generalleutnant | Bruno Loerzer        |
| Début             | Fin               | Grade           | Nom                  |
| 12 avril 1942     | 1er novembre 1942 | General         | Stefan Fröhlich (en) |
| 1er novembre 1942 | 10 février 1944   | General         | Johannes Fink (en)   |
| 22 juillet 1944   | 10 septembre 1944 | Generalmajor    | Hans Korte           |

## Chef d'état-major
| Début        | Fin            | Grade | Nom              |
| ------------ | -------------- | ----- | ---------------- |
| ?            | ?              | ?     | ?                |
| Début        | Fin            | Grade | Nom              |
| Juin 1942    | Octobre 1943   | Major | Vincentius Wolff |
| Octobre 1943 | Septembre 1944 | Major | Ahlert           |

## Quartier Général
Le Quartier Général se déplace suivant l'avancement du front.
| Début          | Fin            | Ville                 |
| -------------- | -------------- | --------------------- |
| 1er août 1938  | 26 août 1939   | Dresde                |
| 26 août 1939   | Septembre 1939 | Grottkau/Schlesien    |
| Septembre 1939 | Octobre 1939   | Francfort-sur-le-Main |
| Début          | Fin            | Ville                 |
| Avril 1942     | Novembre 1942  | Briansk               |
| Novembre 1942  | Août 1944      | Montfris              |
| Août 1944      | Septembre 1944 | Giebelstadt           |

## Rattachement
| Août 1938 - Février 1939      |   | Luftwaffengruppenkommando 1 |
| Février 1939 - 26 août 1939   |   | Luftflotte 1                |
| 26 août 1939 - Septembre 1939 |   | Luftflotte 4                |
| Septembre 1939 - Février 1939 |   | Luftflotte 3                |
| -                             | - | -                           |
| Avril 1942 - Novembre 1942    |   | Luftwaffenkommando Ost      |
| Novembre 1942 - Janvier 1944  |   | Luftflotte 2                |
| Janvier 1944 - Juillet 1944   |   | Luftflotte 3                |
| Juillet 1944 - Septembre 1944 |   | Luftflotte 2                |

## Unités subordonnées
- Flugbereitschaft/2. Flieger-Division : Avril 1942 - Septembre 1944
- Transportstaffel/2. Flieger-Division
- Luftnachrichten-Abteilung 72

- Février 1944 :
  - 1.(F)/Aufklärungsgruppe 33 à Saint-Martin
  - Stab et I./Kampfgeschwader 26 à Salon
  - III./Kampfgeschwader 26 à Montpellier
  - Stab/Kampfgeschwader 100 à Istres
  - II./Kampfgeschwader 100 à Toulouse
  - I. et II./Kampfgeschwader 30 à Istres
- Juillet 1944 :
  - Stab/Kampfgeschwader 26 à Montpellier
  - I./Kampfgeschwader 26 à Salon
  - II./Kampfgeschwader 26 à Valence
  - III./Kampfgeschwader 26 à Garons
  - Stab et III./Kampfgeschwader 100 à Istres